# ماساهيرو كازوما
ماساهيرو كازوما (باليابانية: 數馬 正浩) (22 يونيو 1982 في كاناغاوا في اليابان – )؛ هو لاعب كرة قدم ياباني سابق كان يلعب كمدافع.

## وصلات خارجية
- ماساهيرو كازوما على موقع رابطة كرة القدم اليابانية للمحترفين (اليابانية)
- ماساهيرو كازوما على موقع عالم كرة القدم.نت (الإنجليزية)